# 肉変
肉変（にくへん、英: carnification）とは肺胞内に浸出した線維素の吸収や排出が不十分である場合に肺胞、細小気管支、気管支の壁より肉芽組織が新生することにより肺の一部が器質化した状態。肉様変化、肉化、肉様化とも呼ばれる。肉変領域は肉眼的に肉様に観察される充実性の硬い組織になっている。肉変は線維素性肺炎においてよく認められる。